# 根松站
根松站（日语：／ Konmatsu eki */?）是位於静岡縣榛原郡川崎町（現時：牧之原市），靜岡鐵道駿遠線的鐵路車站（廢站）。

## 歷史
- 1915年（大正4年）5月1日 - 藤相鐵道大幡站至細江站之間開通，此站啟用[2]。
- 1943年（昭和18年）5月15日 - 在公司合併後，成為靜岡鐵道藤相線的車站。
- 1948年（昭和23年）9月6日 - 在路線合併後，成為靜岡鐵道駿遠線的車站。
- 1968年（昭和43年）8月22日 - 大井川站至堀野新田之間廢除，此站也被廢除[2]。

## 概要
此站至細江站之間的路軌是一條直線，並且中途沒有斜坡，因此當時的列車時速可達45km/h。在往時列車沒有速度計的時候，人們透過鐵軌聲以計算時速。車站當時位於榛原醫院旁和橫跨了田沼街道。在附近的高尾山舉行祭典時，設有臨時巴士來往站前與高尾山，當時車站十分熱鬧。

## 現狀
在站前的平交道旁，還可看見車站時代一直保留至今的商店建築物。站舍遺址和站前廣場部分均變為了公寓，貨運月台部分變為製茶工場。

## 相鄰車站
靜岡鐵道
駿遠線
上吉田－根松－細江

## 注腳
1. ↑  鉄道停車場一覧：昭和12年10月1日現在 國立國會圖書館數碼化收藏
2. 1 2  今尾惠介監修《日本鐵道旅行地圖帳 7號 東海》新潮社 31頁

## 相關項目
- 日本鐵路車站列表 Ko